# Die Fliegen
Die Fliegen (Les Mouches) ist ein von Jean-Paul Sartre geschriebenes Drama in drei Akten. Mit dem Stoff eines griechischen Mythos wird die Bedeutung von Freiheit, Hoffnung, aber auch Reue aufgezeigt.
Die Uraufführung fand in Paris am 3. Juni 1943 im Théâtre Sarah-Bernhardt statt, das zu diesem Zeitpunkt „arisiert“ und zu Théâtre de la Cité umbenannt worden war. Die deutschsprachige Erstaufführung erfolgte am 12. Oktober 1944 im Zürcher Schauspielhaus, und die Erstaufführung in Deutschland war am 7. November 1947 in den Städtischen Bühnen Düsseldorf.

## Mythologische Bedeutung der Hauptfiguren
- Jupiter: höchste Gottheit der römischen Mythologie.
- Oreste: König von Mykene, Argos und Sparta.
- Ägist: wird von Oreste und Pylades ermordet: Cousin Agamemnons und während dessen Abwesenheit mit der Herrschaft über Mykene betraut; Liebhaber der Klytämnestra während Agamemnons Abwesenheit; ermordet zusammen mit ihr Agamemnon bei dessen Heimkehr; von Agamemnons Sohn Oreste erschlagen.
- Electre: hilft ihrem Bruder Oreste den gemeinsamen Vater zu rächen.
- Klytämnestra: war die Gemahlin Agamemnons, des Königs von Mykene. Sie war die Schwester der schönen Helena und Mutter von vier Kindern: Orestes, Electre, Chrysothemis und Iphigenie.
- Agamemnon: war nach der griechischen Mythologie König von Mykene. Er war der Sohn des Atreus (der Atride) und der Aerope. Nachdem er den ersten Mann von Klytämnestra getötet hatte, nahm er diese zur Frau. Mit ihr war er Vater der Iphigenie, der Electre, des Orestes und der Chrysothemis. Als Oberbefehlshaber der Griechen führte er die griechischen Fürsten gegen Troja. Nach Sieg und Rückkehr nach Mykene wurde er dort von seiner Frau Klytämnestra und ihrem Geliebten Aigisthos im Bad erschlagen – als Strafe dafür, dass Agamemnon Iphigenie geopfert hatte.
- Erinnyen: Rachegöttinnen.

## Inhalt
Der Mutter- und Königsmörder Oreste kehrt nach fünfzehn Jahren in seine Heimatstadt Argos zurück, um sie von dem Schreckensregiment zu befreien, das Egisthe, der Mörder Agamemnons, mit Jupiters Billigung errichtet hat. Er ist nach dem Tod seines Vaters ausgesetzt und von Athenern aufgezogen worden. In Argos trifft er auf seine Schwester Electre, welche von dem Retter der Stadt träumt. Nach ihren Träumen ist Oreste dieser Retter. Oreste erschlägt Egisthe, der seinen Vater getötet hat, und seine Mutter Klytämnestra. Nicht – wie bei den früheren Dramatikern –, um die Ermordung seines Vaters Agamemnon zu rächen, sondern weil es sich in der gegenwärtigen Lage als gut, d. h. zweckmäßig, erweist. Denn mit diesem Akt der Freiheit beendet Oreste die Fliegenplage, das Symbol der Angst und einer Psychose der Schuld (vergleichbar mit den antiken Erinnyen), mit deren Hilfe Egisthe herrschte. Nachdem Electre, die ihn zu der Tat überredete, ihn verlassen hat, wird er nun seinerseits von den Fliegen gepeinigt, ist aber keiner Gottheit und keinem König untertan. Im existentialistischen Sinn ist er frei und begibt sich ins Exil.
Göttern sind ängstliche Naturen angenehm, und die irdischen Herrscher (hier: Egisthe) halten die Menschen durch Angst in Schach, bis sie selbst an die Angst glauben. Oreste will nun mit seiner Tat Reue und Schuld überhaupt ausrotten: „Wenn einmal die Freiheit in einer Menschenseele aufgebrochen ist, können die Götter nichts mehr gegen diese Menschen.“ Oreste hofft, endlich wieder in seiner Heimatstadt leben zu können. Er wird vom Volk aber nicht anerkannt und verlässt schließlich Argos.

„Mit dem gewagten Résistance-Drama proklamierte Sartre - unbegriffen von der deutschen Zensur - den Widerstand gegen die Besatzungsmacht und das Vichy-Regime. In einem späteren Vorwort betont der Autor, daß er der nach der militärischen Niederlage verbreiteten nationalen »Selbstverleugnung« entgegenwirken und den Franzosen ihre Erniedrigung bewußt machen wollte. Der in Les mouches entwickelte Freiheitsbegriff steht in engem Zusammenhang mit der Existenzphilosophie Sartres, wie sie etwa gleichzeitig in dem philosophischen Hauptwerk L´être et le néant entworfen wird. [Des Königs und Jupiters] […] Macht basiert darauf, daß die Menschen nicht wissen, daß sie eigentlich frei sind.“

## Textausgaben
- Théatre. Les mouches. Huis-Clos. Morts sans Sépulture. La putain Respectueuse. Verlag Gallimard, Paris 1947.
- Die Fliegen. Aus dem Französischen übersetzt von Gritta Baerlocher. Rowohlt, Reinbek bei Hamburg 1961.